# 戸川正安
戸川 正安（とがわ まさやす）は、備中国庭瀬藩2代藩主。初代藩主戸川達安の次男。叔父の戸川正安（達安の弟）と同名となる。

## 生涯
寛永4年（1627年）末に父が死去したため、翌年2月に家督を継いだ。このとき、弟たちに所領を分与したため、所領は2万2500石となった。高野山大塔造営奉行や仙洞御所造営などに功を挙げた。寛文9年（1669年）に64歳で死去し、跡を次男の安宣が継いだ。

## 系譜
- 父：戸川達安（1567年 - 1628年）
- 母：岡元忠の娘
- 正室：寺沢広高の娘
  - 次男：戸川安宣（1648年 - 1675年）
- 生母不明の子女
  - 三男：戸川安成 - 分地を受け妹尾1千500石。
  - 女子：池田薫彰正室